# Congrégation de Sainte-Clotilde
Pour les articles homonymes, voir Sainte-Clotilde.
La congrégation de Sainte-Clotilde, dites aussi les sœurs de Sainte-Clotilde, est un institut religieux catholique créée en France en 1821 pour y promouvoir une éducation féminine de qualité.

## Historique
La congrégation de Sainte-Clotilde est fondée en 1821, époque de renaissance catholique après la déchristianisation de la fin du XVIIIe siècle et les troubles consécutifs à la Révolution française, par Antoinette Desfontaines (ancienne religieuse de la communauté de Sainte-Aure, dissoute en 1792, et fervente royaliste) et l'abbé Jean-Baptiste Rauzan (fondateur de la Société des Missions de France ayant donné naissance aux Pères de la Miséricorde, qui ont été éradiqués en France sous la Troisième République et qui ont failli disparaître dans les années 1980), pour l'éducation des jeunes filles.
En 1903, les lois anticongrégationnistes visent les congrégations religieuses enseignantes en France et les religieuses sont privées de toute reconnaissance légale et obligées de s'exiler. Un petit nombre se sécularise en 1903-1904 pour fonder l'Institut de la Tour, dans le 16e arrondissement de Paris. Elles obtiennent la permission de rouvrir leur collège de Reuilly en 1940, mais le ministère de l'Intérieur ne leur octroie qu'en 1971 leur reconnaissance légale.
La congrégation de Sainte-Clotilde a dirigé plusieurs écoles de filles en France et hors de France, dans un esprit ignatien : 
- à Paris, 101 puis 103, rue de Reuilly (12e arrondissement) et l'Institut de la Tour ouvert en 1903-1904 rue de la Tour (16e arrondissement) par des religieuses sécularisées,
- en province, à Conflans-Sainte-Honorine (Seine-et-Oise), Pellevoisin (Indre) pendant la guerre, Nice (l'Institut Marie-Clotilde), Bordeaux (le cours Saint-Seurin, devenu collège Sainte-Clotilde), Poitiers (le doyenné Saint-Hilaire),
- à l'étranger, à Aigle (Suisse) (l'institut Mon Séjour fondé en 1881[4],[1]), à Lechlade en Angleterre, école fondée en 1903 par des religieuses françaises chassées par les lois anticongrégationnistes de la Troisième République, ainsi que pour les mêmes raisons à Sanremo en Italie et en Belgique[3] ; puis à Bamako (Mali, lycée Notre-Dame-du-Niger, fondé en 1959). La congrégation s'est aussi impliquée à Yaoundé au Cameroun, où elle a fondé une école en 1965[3], et à Mopti au Mali.

Sœur Gisèle Pelvey, pédagogue promotrice de la méthode Montessori et fondatrice des Ateliers Arc en Ciel 12 était membre de cette congrégation. Dans les années 1970, les constitutions de la congrégation changent radicalement les orientations des sœurs de Sainte-Clotilde. La chute des vocations y est brutale, et aggravée dans un contexte plus global de changement des mœurs. La congrégation ferme la plupart de ses maisons dans les décennies qui suivent et, au début du XXIe siècle, est en voie d'extinction.

## La congrégation de Sainte-Clotilde aujourd'hui
- en France : les sœurs de Sainte-Clotilde n'ont plus que la tutelle du collège Sainte-Clotilde (103, rue de Reuilly, 12e arrondissement), établissement aujourd'hui mixte (garçons-filles) sous contrat de la sixième à la troisième. C'est dans une partie des locaux que se trouve la maison-mère de la congrégation.
- les sœurs étaient présentes à Aigle, en Suisse, maison qui a été fermée en octobre 2018[1].

La Congrégation aujourd'hui n'existe plus et a été fusionnée avec les sœurs de l'Institut Saint-Joseph.